# Rosalie Duthé

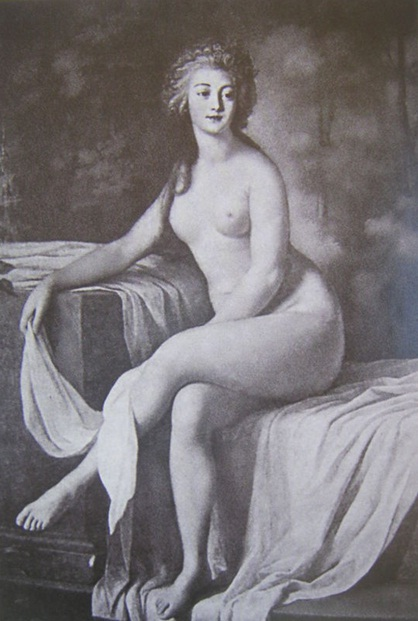
Rosalie Duthé. Målning av Lié Louis Périn-Salbreux.

Catherine-Rosalie Gerard Duthé, född 1748 i Versailles, död 25 september 1830 i Paris, var en fransk prostituerad och konstnärsmodell. Hon var en på sin tid välkänd nakenmodell och motiv för många avbildningar som nu finns på många museer och privata samlingar. 
Rosalie Duthé kom att bli prototypen för den senare välkända stereotypen "dum blondin". Hon hade många av samtidens välkända män bland sina kunder, bland andra Karl X av Frankrike, Kristian VII av Danmark och kung Ludvig Filip I av Frankrike.

## Biografi
Duthé rymde från ett kloster med britten George Wyndham, 3:e earl av Egremont, som hon sägs ha ruinerat. Hon levde sedan i Paris, där hon blev anställd i baletten på Operan. 
Hon var i övrigt känd som kurtisan och modell. Hon räknade Karl X bland sina kunder då han fortfarande var prins, och anlitades år 1788 av Ludvig Filip av Bourbon-Orléans för att introducera hans son, den blivande kung Ludvig Filip, sexuellt. Duthé fick ofta sitta modell för beställda nakenstudier.
Den blonda Duthé gav intryck av att vara svagt begåvad genom sina vana att alltid pausa innan hon talade, och fick ett rykte om sig att vara dum. Hon pekas ibland ut som förebilden för stereotypen "den dumma blondinen". Hon gav inspiration till den satiriska pjäsen Les Curiosités de la Foire (Marknadens kuriositeter) år 1775.